# 대소중학교
대소중학교(大所中學校)는 대한민국 충청북도 음성군 대소면 삼정리에 있는 공립 중학교이다.

## 학교 연혁
- 1974년 12월 27일 : 대소중학교 설립 인가(12학급)
- 1975년 3월 8일 : 대소중학교 개교
- 1978년 2월 10일 : 제1회 졸업식 203명(남/여 119명/84명)
- 1999년 12월 31일 : 후관 증축
- 2006년 11월 30일 : 대소관 준공식
- 2016년 3월 1일 : 충청북도교육청 「행복씨앗학교」 지정(4년간)
- 2021년 3월 1일 : 충청북도교육청 「행복자치미래학교」 지정
- 2023년 3월 1일 : 제25대 박대우 교장 취임
- 2024년 1월 5일 : 제47회 졸업식 117명 졸업(남 61명, 여 56명)
- 2024년 3월 4일 : 2024학년도 신입생 127명 입학(남 70명, 여 57명)

## 참고 자료
- 대소중학교 - 한국교육학술정보원 학교알리미